# Star Wars: Racer Arcade
Star Wars: Racer Arcade es un juego de carreras arcade desarrollado el año 2000 por AM5 y LucasArts y lanzado por Sega. Se basa en las escenas de Podrace en la película de 1999 Star Wars: Episodio I: La Amenaza Fantasma. Fue presentado en ATEI en Londres en 2000.

## Visión general
Tiene cuatro pistas, Tatooine (Fácil) Bantha Tracks, Etti IV (Normal), Smuggler's Cove, Malastare (Difícil), Pixelito Challenge que tiene cuatro vueltas, Tatooine (Experto), y  Boonta Eve Classic que tiene tres vueltas. Cuatro pilotos de Podracer están disponibles para jugar, incluidos Anakin Skywalker, Ben Quadinaros, Gasgano y Sebulba.

## Jugabilidad
El jugador controla el podracer a través de dos controles de aceleración portátiles, similar a cómo se controlan las cápsulas en la película. A diferencia del videojuego de consola doméstica Star Wars Episodio I: Racer, el podracer del jugador es indestructible, aunque puede sufrir una ralentización por daños por colisión, y es posible, aunque difícil de destruir, los podracers opuestos. Estaba disponible en múltiples configuraciones, una de las cuales era de tipo gemelo; dos juegos individuales se unieron en el centro. Fue el último juego de Star Wars desarrollado por Sega. El gabinete de lujo presentaba una pantalla de 50 "y estaba moldeado para que pareciera la cabina del podractor de Anakin Skywalker. Podrían vincularse hasta cuatro armarios para el modo multijugador. Lewis Packwood de Kotaku llamó la "versión más elegante y robusta de Episode I: Racer".